# Rust
 Denne artikel omhandler oxidering af jern. For andre betydninger af Rust, se Rust (flertydig). (Se også artikler, som begynder med Rust)
 Der er for få eller ingen kildehenvisninger i denne artikel, hvilket er et problem. Du kan hjælpe ved at angive troværdige kilder til de påstande, som fremføres i artiklen.

Rust er en fællesbetegnelse for kemiske forbindelser af jern (Fe) og ilt (O). Alt efter sammensætning kan farven være gullig, rødlig, brunlig, grøn og hen til sort.
Rust er et stort problem i mange forbindelser, hvor man bruger jern eller jernholdige materialer.
I visse metalsammensætninger dannes en metal- og iltforbindelse, der forhindrer ilten i at nå længere ind i materialet, fx i rustfrit stål. Normalt vil rusten få materiale til at løsne sig i flager, så emnet hele tiden svækkes, efterhånden som ilten trænger længere og længere ind, og til sidst fremkommer huller (gennemtæring), eller emnet knækker.

## Farver
Jernilte, ferro-oxid finder naturligt i f.eks ler som okker, fra gult over til pragtfulde røde og rødviolette nuancer. Tilstedeværelsen af jernoxider betinger farven på mursten og tegl. Sådanne jernilteforbindelser, der stammer fra okker naturligt (eller kunstigt) kan være forurenet med andre metal-oxider, giver grønlige nuancer (kobber findes i det grønne mineral malakit), og bruges som pigment i farveindustrien til forskellige formål. Rød okker kan også dannes af gul okker (i gulligt ler) ved glødning. Tilsvarende ved brændingen af tegl/mursten, på tysk "Backstein", dvs. at den bagt i en ovn f.eks. på et teglværk. 
Ferro-ferri-cyanid og dets syntesering (pftalo-cyanid) omfatter de mest udbredte blå pigmenter, der findes, under navnet som Pariserblåt, Prøjserblå, Berlinerblå, cyanblå. *)

## Rustfri forarbejdning
Bortset fra anvendelsen som farvepigment er rust (ferro-oxid) i forbindelse med forarbejdet jern uønsket, idet rusten nedbryder jernet, som derfor må beskyttes, enten med isolerende maling stryges med lak eller rustbeskyttelse, eller når dette ikke er muligt eller ønskeligt, indgnidning i en særlig (ikke-oxyderende) olie, når emnet ikke er i brug, idet luften indeholder ilt (og H20 i form af dampmolekyler, afhængig af luftens humiditet. 
I opvaskemaskiner ses tit rustpletter på ellers rustfri genstande. Det kan skyldes at tingene har været våde for længe, så ilten i vandet går i forbindelse med metallet, eller at løse ikke-rustfrie splinter er løsnet fra andre ting i maskinen og tilfældigt lander på den rustfrie del. Herfra kan rusten så sprede sig, også ind i materialet. Dette kaldes for "gravrust" og er vanskeligt "at banke af". 
Rust forebygges tit ved galvanisering eller forzinkning. Forkromning var tidligere anvendt. Blot en mikroskopisk sprække i elektrolytisk påførte overflader muliggør rustdannelse, som er særlig lumske, fordi denne længe opstår i det skjulte (det gælder også ved malet jern. Alternativt rustbeskyttes løbende med oliebaserede produkter. Bindemidlet klan være jernoxider (!) eller grafitpulver (grafit er et mineral bestående af krystalliseret kulstof). Tidligere har blymønje været anvendt til jernbeton, når vandet ikke kan løbe fra, som på altaner eller lignende. Dette rækker dog ikke til bygningstage med jernbeton, især når de er flade, dvs. uden eller med en kun ringe taghældning: Tjæret tagpap (svejset med tjære) har på dette område afløst bølgeeternit. Rustbehandling er vigtig undervogsbehandling på biler, hvor Pava og Dinitrol nok er de mest kendte anti-rust firmaer. Det er vigtigt, at den gamle rust er fjernet først, inden påføring med disse antirustmidler: de hindrer i princippet dannelse af ny rust men fjerner ikke den gamle.
Tilsvarende kemiske forbindelser fremkommer med andre metaller som sølv, der anløber (bliver sort) eller kobber der irrer (karakteristisk grøn farve). Bronze (kobber + tin + evt. andre metaller f.eks. bly (additiver)) og messing (kobber + zink + evt. additiver) er kobberlegeringer, der korroderer (kobberet irrer, dvs. oxyderer).
Rustent jern kan genbruges fuldt ud lige så godt som "rent" jern, idet jernet smeltes, hvorved forbindelserne ødelægges.